# Languedoc (Sudafrica)
Languedoc è un centro abitato sudafricano situato nella municipalità distrettuale di Cape Winelands nella provincia del Capo Occidentale.

## Geografia fisica
Languedoc sorge a circa 13 chilometri a nord-est della città di Stellenbosch e a circa 50 chilometri a est di Città del Capo.